# Animal de estimação exótico

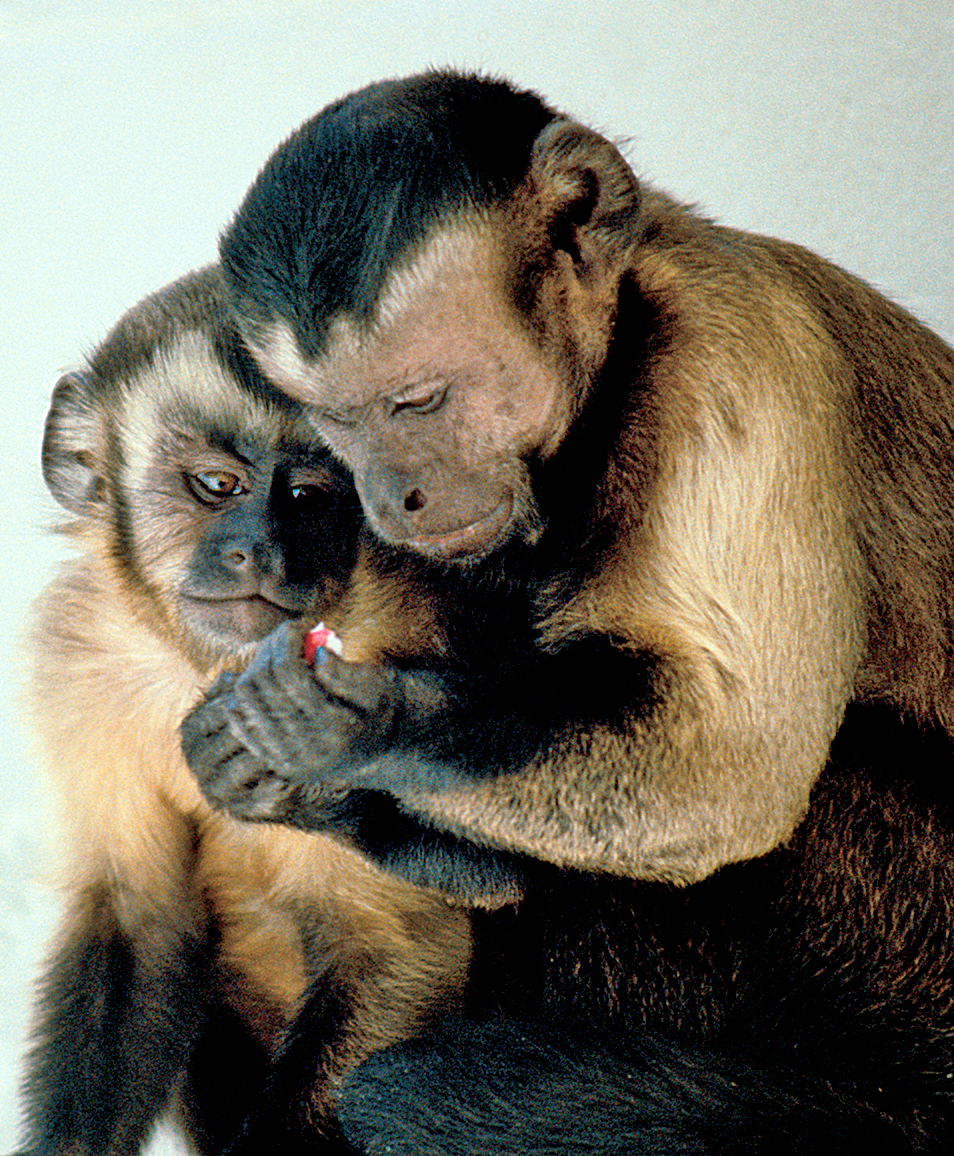
Os macacos-prego estão entre os primatas mantidos como animais de estimação exóticos.

Um animal de estimação exótico é um animal de estimação relativamente raro ou incomum de se manter, ou geralmente é considerado uma espécie selvagem e não um animal de estimação domesticado. A definição varia de acordo com a cultura, localização e ao longo do tempo - à medida que os animais se tornam firmemente estabelecidos no mundo da fantasia animal, eles não podem mais ser considerados exóticos.

## Nos Estados Unidos
Nos Estados Unidos, o Código de Regulamentações Federais (9 CFR 1.1) diz que o termo animal de companhia significa "qualquer animal que tenha sido comumente mantido como animal de estimação em residências familiares nos Estados Unidos, como cães, gatos, porquinhos-da-índia, coelhos e hamsters", e ainda diz que (ênfase adicionada) " Este termo exclui animais exóticos e animais selvagens. " Ele define animal exótico, em parte, como "[Um animal] que é nativo de um país estrangeiro ou de origem ou caráter estrangeiro, não é nativo dos Estados Unidos ou foi introduzido no exterior".

## Zoológicos privados
Quando uma pessoa possui uma coleção de animais de estimação exóticos suficientes, a propriedade em que ela mantém os animais pode ser operada como um zoológico particular ou um zoológico. Assim como acontece com animais de estimação exóticos em geral, as leis sobre zoológicos privados variam de acordo com o país, estado, município e/ou território. Um zoológico particular pode variar em tamanho de alguns acres a centenas de acres e pode ter de alguns a centenas de animais exóticos. As pessoas que podem ver e/ou interagir com os animais dependem do proprietário. Como geralmente requer muito apoio financeiro para exibir animais exóticos que são incomuns, difíceis de adquirir e caros de manter vivos e ativos, os zoológicos privados às vezes são vistos como um símbolo de status que as pessoas da classe alta podem usar para ilustram seu poder e riqueza.
No submundo do crime, os chefes do crime / traficantes também são conhecidos por terem zoológicos particulares, a fim de mostrar o quão bem-sucedidos se tornaram no crime organizado. Nesses zoológicos, também há alegações de que os criminosos são conhecidos por usar os animais do zoológico para assassinar cativos em assassinatos semelhantes a damnatio ad bestias. O exemplo mais conhecido de zoológico pertencente a criminosos organizados é a Hacienda Nápoles . Um dos perigos dos zoológicos privados são os danos e danos que os animais podem causar às pessoas se escaparem ou forem soltos pelo proprietário.
De acordo com alguns grupos de defesa, como REXANO (Propriedade Responsável de Animais Exóticos), a posse de animais de estimação exóticos e zoológicos privados pode ser ética e benéfica para a vida selvagem. A REXANO afirma que a criação em cativeiro de animais de estimação exóticos em zoológicos salvou muitos animais da extinção, fornecendo um suprimento de animais criados em cativeiro para reduzir a pressão sobre as populações selvagens, ajudando assim a conservá-los em seus ambientes naturais. REXANO também argumenta que o contato pessoal próximo com animais silvestres pode ajudar a promover sua conservação entre as pessoas e, por isso, locais como circos, feiras e zoológicos privados são bons para as pessoas e para a vida selvagem. Há também proprietários de zoológicos privados que afirmam que seus zoológicos também servem como santuários de resgate de animais. No entanto, como há outras pessoas que afirmam que os zoológicos privados fazem mais mal do que bem às populações de animais selvagens.